# Charlotte Ahlefeldt

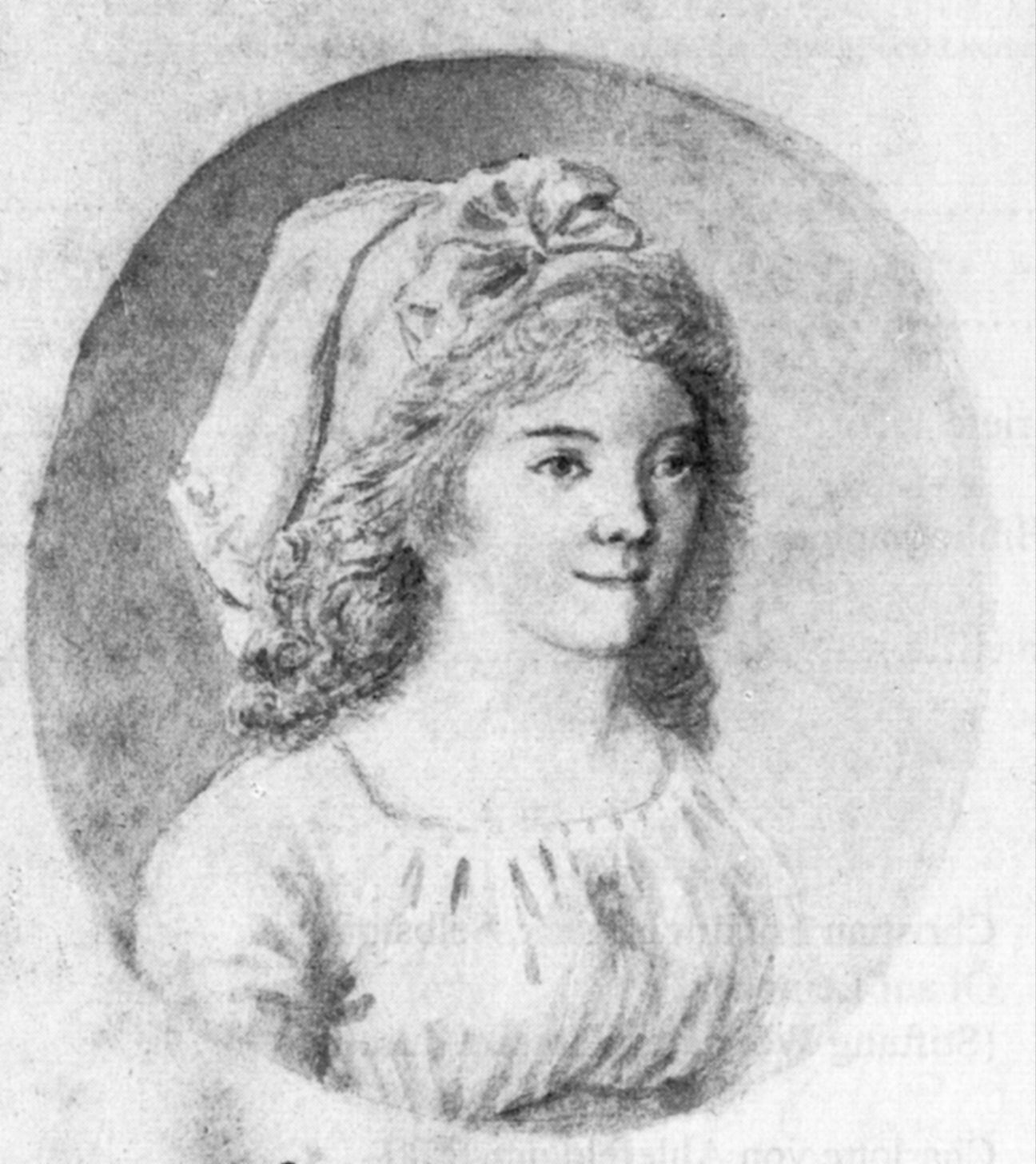
Charlotte Ahlefeldt.

Charlotte Elisabeth Sophie Louise Wilhelmine von Ahlefeldt, född von Seebach 6 december 1781 i Stedten vid Weimar, död 27 juli 1849 i Teplitz, var en tysk grevinna och författare. Knappt 16 år gammal debuterade hon 1797 med romanen Liebe und Trennung, som utgavs anonymt. 1798 gifte hon sig med den slesvigske godsägaren greve Johan Rudolph Ahlefeldt. 1799 utkom hennes andra roman, Maria Müller, som under en lång följd av år blev flitigt läst av dåtidens kvinnliga läsekrets. Hon fortsatte hela tiden att ge ut sina verk anonymt, vanligen som "författarinnan till Maria Müller", men också under pseudonymerna Natalia respektive Elise Selbig.